# Liste von Persönlichkeiten der Stadt Braunlage
Die Liste von Persönlichkeiten der Stadt Braunlage enthält Personen, die in der Geschichte der niedersächsischen Stadt Braunlage eine nachhaltige Rolle gespielt haben. Es handelt sich dabei um Persönlichkeiten, die hier geboren sind oder hier gewirkt haben.
Für die Persönlichkeiten aus den nach Braunlage eingemeindeten Ortschaften siehe auch die entsprechenden Ortsartikel.

## Söhne und Töchter des Stadtteils Braunlage
- Wilhelm Brandes (1854–1928), Schriftsteller und Altphilologe
- Otto Jordan (1856–1937), Chemiker, Fabrikant und Manager
- Wilhelm Töllner (1879–1963), Politiker (SPD)
- Erich Kämpfert (1899–1968), Politiker (NSDAP), Landrat des Kreises Blankenburg
- Walter Kahn (1911–2009), Reiseunternehmer
- Bernd Rebe (1939–2013), Rechtswissenschaftler, Hochschullehrer und von 1983 bis 1999 Präsident der Technischen Universität Braunschweig
- Harald Beyer (1939–2017), Fußballspieler
- Manuel Lommel (* 1949), Kameramann
- Peter Dettmar (* 1953), Diplomat
- Barbara Lorenz-Allendorff (* 1955), Politikerin (parteilos)
- Peter Scharff (* 1957), Chemiker
- Angela Gorr (* 1957), Politikerin (CDU)
- Stefan Grote (* 1958), Politiker und Bürgermeister (SPD)
- Dorothea Strauss (* 1960), Kunsthistorikerin, war Direktorin des Museums Haus Konstruktiv in Zürich
- Kerstin Weule (* 1966), Triathletin und Weltmeisterin im Xterra-Cross-Triathlon (2000)
- Thomas Gropper (* 1969), Bariton und Professor für Gesang

## Söhne und Töchter des Stadtteils Sankt Andreasberg
- Johann Barthold Niemeier (1644–1708), Logiker und lutherischer Theologe
- Christian Müller (1690–1763), führender Orgelbauer des 18. Jahrhunderts in Holland
- Heinrich August Wrisberg (1739–1808), Gynäkologe und Direktor der Klinik für Gynäkologie und Geburtshilfe der Georg-August-Universität Göttingen
- Johann Anton Ludwig Seidensticker (1766–1817), Rechtswissenschaftler
- Johann Gottfried Schmeisser (1767–1837), Apotheker, Chemiker und Naturwissenschaftler
- Bruno Kerl (1824–1905); Hochschullehrer für Berg- und Hüttenkunde
- Hermann Guthe (1825–1874), Geograph, Sachbuchautor und Professor
- Wilhelm Trute (1836–1889), Karnarienvogelzüchter und Bergmann
- Karl Heinrich Wilhelm Louis Rosenbusch (1840–1895), Lehrer und Schriftsteller
- Hogo Koch (1845–1932), Berg- und Hüttenmann und Hochschullehrer
- Erhard Heldmann (1908–1949), Politiker
- Valeska Jakobasch (* 1912), Politikerin
- Arthur Höltge (* 1932), DDR-Diplomat, Geschäftsträger, Botschaftsrat in Brasilien, Peru, Bolivien sowie Kolumbien
- Birgit Kipfer (* 1943), Politikerin, baden-württembergische Landtagsabgeordnete
- Holger Kammerhoff (* 1945), Generalleutnant a. D. der Bundeswehr
- Rainer Herbst (* 1945), Künstler in den Bereichen Malerei, Druck, Grafik, Zeichnung, Plastik, Skulptur und Objekt

## Söhne und Töchter des Stadtteils Hohegeiß
- Karl Uhde (1813–1885), Chirurg
- Hermann Grote (1885–1971), Komponist und Pädagoge

## Persönlichkeiten, die mit dem Stadtteil Braunlage in Verbindung stehen
- Christian Julius Wackerhagen (1667–1748), einer der 4 Oberfaktoren
- Johann Georg von Langen (1699–1776), Forst- und Oberjägermeister, initiierte in Braunlage den Kartoffelanbau
- Arthur Ulrichs (1838–1927), Forstmann, führte das Skilaufen im Harz ein
- Ferdinand Thomas (1858–1921), Maler, lebte ab 1904 bis zu seinem Tod in Braunlage
- Karl Branscheid (1863–1915), preußischer Bürgermeister, starb in Braunlage
- Wilhelm Heye (1869–1947), Offizier, zuletzt Generaloberst und Chef der Heeresleitung in der Weimarer Republik, starb in Braunlage
- Friedrich Carl Untucht (1870–1939), Unternehmer, starb in Braunlage
- William Müller (1871–1913), Architekt, starb in Braunlage
- Otto von Westphalen zu Fürstenberg (1875–1927), preußischer Landrat, starb in Braunlage
- Franz Mattenklott (1884–1954), General der Infanterie im Zweiten Weltkrieg, starb in Braunlage
- Johannes Göderitz (1888–1978), Architekt, Stadtplaner, Baubeamter und Hochschullehrer, starb in Braunlage
- Grete Albrecht (1893–1987), Neurologin, Psychotherapeutin und Präsidentin des Deutschen Ärztinnenbundes (1955–1965), starb in Braunlage
- Robert Kabelac (1894–1976), Werftdirektor, starb in Braunlage
- Lucie Mannheim (1899–1976), Bühnen- und Filmschauspielerin, starb in Braunlage
- Gustav Dahrendorf (1901–1954), Politiker der SPD, Konsumgenossenschafter, Mitbegründer der Jungsozialisten, Journalist, Reichstagsabgeordneter, starb in Braunlage
- Willy Lages (1901–1971), SS-Sturmbannführer, Leiter des Sicherheitsdiensts in Amsterdam und in dieser Funktion Vorgesetzter des Leiters der Zentralstelle für jüdische Auswanderung in Amsterdam. Er war mitverantwortlich für die Deportation von Juden aus den Niederlanden in die deutschen Konzentrationslager und starb in Braunlage.
- Klaus Wilhelm Rath (1902–1981), nationalsozialistischer Wirtschaftswissenschaftler, starb in Braunlage
- Heinz Schwitzke (1908–1991), Autor und Redakteur, starb in Braunlage
- Kurt Mederacke (1910–1983), Fagottist und Komponist, starb in Braunlage
- Carlo Graaff (1914–1975), Politiker der FDP, MdL, MdB, starb in Braunlage

## Persönlichkeiten, die mit dem Stadtteil Sankt Andreasberg in Verbindung stehen
- Adolf Achenbach (1825–1903), Ehrenbürger der Stadt und Berghauptmann
- Otto Erich Hartleben (1864–1905), schrieb hier im Hotel Bergmann im Februar 1899 zusammen mit seinem Bruder Otto H. (1866–1929) das Drama Rosenmontag. Eine Offizierstragödie. Das Theaterstück war um 1900 ein Welterfolg.
- Oswald Teichmüller (1913–1943), Mathematiker, verbrachte seine Kindheit bis zum 12. Lebensjahr in Sankt Andreasberg.
- Werner Grübmeyer (1926–2018), CDU-Politiker, Rektor und langjähriger Bürgermeister in St. Andreasberg, Ehrenbürger seit 2001.
- Detlev Block (1934–2022), Theologe, wirkte Ende der 1960er Jahre in St. Andreasberg als Pastor.
- Wolf-Eberhard Barth (* 1941), Forstwissenschaftler, Kynologe und Naturschützer, leitete von 1974 bis 1993 das Forstamt Oderhaus und von 1994 bis 2005 den Nationalpark Harz.
- Wilfried Ließmann (* 1958), Mineraloge und Montanhistoriker, dessen Forschungsschwerpunkt der Raum um Sankt Andreasberg ist.

## Persönlichkeiten, die mit dem Stadtteil Hohegeiß in Verbindung stehen
- Fred Denger (1920–1983), Schriftsteller, starb in Hohegeiß und wurde dort beerdigt. Das Grab ist nicht erhalten.
- Karlheinz Schreiber (* 1934), Waffenhändler, wuchs in Hohegeiß auf